# Станиша Кастриоти
Станиша Кастриоти (на албански: Stanisha Kastrioti) е албански феодал, представител на рода Кастриоти.

## Живот
Станиша Кастриоти е най-големият от синовете на Гьон Кастриоти и внук на Пал Кастриоти. Негов брат е албанският национален герой Скендербег.
Баща му Гьон Кастриоти притежава владения в областта Мати. Майка му Войсава е сръбкиня, по всяка вероятност от рода Бранковичи. Баща му става османски васал в края на XIV век и като такъв е задължен да плаща данък и да воюва на страната на султана (например в битката при Анкара през 1402 г.).
През 1409 г. Станиша е изпратен в османския двор като заложник, за да се гарантира лоялността на Гьон Кастриоти като васал. Гьон приема сюзеренитета на Република Венеция през 1413 г., но от 1415 г. отново е османски васал. През периода 1419 – 1426 г. Гьон е съюзник на сръбския деспот Стефан Лазаревич, който също е османски васал по това време. Станиша е изпратен от баща си с отряд, за да помогне на сърбите срещу венецианците в Шкодра.
Някои изследователи смятат, че Станиша е потурчен веднага след 1426 г., вероятно около 1428 г., но това не е подкрепено категорично с документи. Станиша е споменат като син на починалия Гьон Кастриоти и във венециански документ от 12 февруари 1445 г. В тях венецианското правителство потвърждава по-ранните задължения на неговия баща към Венеция и обещава на Станиша и Скендербег венецианско гражданство и подслон, ако бъдат изгонени от техните земи.

## Семейство
Станиша Кастриоти има брак с Депсина Комнина, дъщеря на Моисей Комнин Арианит, от който има син Бранило Кастриоти, еничар, приел името Хамза Кастриоти, един от най-близките командири на Скендербег.